# Nationaal Park Duinen van Texel
Nationaal Park Duinen van Texel is ongeveer 43 km² groot. Dit natuurgebied kreeg in het voorjaar van 2002 de officiële status van nationaal park. Het omvat de duingebieden die op de westkant van Texel liggen. Ook de strandvlakte in het zuiden en de noordpunt van het eiland vallen in het Nationale Park.
Het bezoekerscentrum van het park is te vinden in natuurmuseum Ecomare.
Jac. P. Thijsse schreef in 1927 het verkadealbum Texel en wees daarin op de grote natuurwaarde van het eiland.
Het park kent veel wandelroutes met rode, gele, blauwe en groene paaltjes. Een van de routes, die populair is bij kinderen, is het zogenaamde Sommeltjespad in het Californiëbos. De groene routes zijn alleen buiten het broedseizoen vrij toegankelijk.
Door het park lopen verschillende fietspaden.
Het Nationaal Park Duinen van Texel vormt samen met het Lage Land van Texel het Natura 2000-gebied "Duinen en Lage Land Texel".

## Gebieden
Het nationaal park omvat de volgende gebieden:
- De Mokbaai
- De Hors
- Horspolders
- De Geul
- De Bollekamer
- Westerduinen
- De Dennen
- De Mient
- Bleekersvallei
- Duinpark
- Californië-bos
- Het Alloo
- Seetingsnollen
- De Nederlanden
- De Muy
- De Slufter
- De Haneplas
- Krimbos
- Eijerlandse Duinen

### De Mokbaai
De Mokbaai, ook wel de Mok,is een baai in het zuiden van Texel, tussen de De Hors en 't Horntje. Het is het restant van een vroegere waterweg, het Spanjaardsgat, die in de 18e eeuw verzand is.
De baai bestaat nu voor een groot deel uit kwelders en valt bij eb bijna volledig droog. Het is dan een belangrijk foerageergebied voor watervogels. Rond de baai liggen verschillende vogelreservaten en vogelkijkpunten.

### De Hors
De Hors ligt in de uiterste zuidpunt van Texel en is voor een groot deel in bezit van het Ministerie van Defensie. Hier ligt het amfibisch oefenterrein de Mok.
Het zuidelijk deel bestaat uit een grote strandvlakte, die ontstaan is doordat er in het verleden steeds zandplaten naar Texel toe "wandelden". De laatste zandplaat die met Texel vergroeide was Onrust in 1910. De zandplaat De Hors groeide zelf in 1749 aan Texel vast.
Op deze strandvlakte ontstaat een nieuw duingebied (primaire duinvorming). Hier groeien op de jongste duintjes biestarwegras en op de al wat oudere Helmgras. In de vochtige duinvalleien hebben zich parnassia, vleeskleurige orchis en duizendguldenkruid gevestigd.

### Horspolders
In de zuidelijke duinen is er in het verleden ook flink ingepolderd. Als laatste is hier de Kreeftepolder ontstaan, een door een stuifdijk van de strandvlakte gescheiden duinvallei. Deze vallei is genoemd naar een opzichter van Rijkswaterstaat onder wiens supervisie de stuifdijk in 1976 is aangelegd: Jaap Kreeft. In deze duinvallei groeit bijvoorbeeld groenknolorchis en armbloemig waterbies. Deze vallei wordt sinds 2000 wel veel natter en staat voor een groot deel blank.
De Horspolders vormen verdronken duinvalleien die ontstaan zijn door het leggen van stuifdijken eind jaren 50. Toen het niet direct lukte is er een stuifdijk in noordzuidrichting midden door gelegd, waardoor er nu twee Horsmeertjes zijn. Ten westen hiervan was er nog de Kelderhuispolder, die dicht is gestoven door duinafslag.

### De Geul
De Geul ontleent zijn naam aan een natte duinvallei die rond 1920 door afdamming gescheiden is van de Mok waarmee het oorspronkelijk een geheel vormde. Aan de oevers van De Geulplas broedt de grootste kolonie lepelaars van Texel. 
Ten noorden van de Geulvallei ligt het zuidelijke gedeelte van de Mokslootvallei. De Moksloot is eind 19e eeuw gegraven om de westelijke duinvalleien te ontwateren en geschikt te maken voor weiland. Tussen 1956 en 1993 was de Moksloot afgedamd voor de drinkwaterwinning, maar daarna is de open verbinding van de Moksloot tussen de Mokbaai en de duinvalleien weer hersteld. Staatsbosbeheer liet speciale vistrappen ontwikkelen om zoveel water in de duinen vast te houden als nodig is voor vernatting van de duinvalleien, als om stekelbaarsjes de kans te geven vanuit de Waddenzee het zoete water in de verschillende duinmeertjes te bereiken. Deze vormen naast garnalen een groot deel van het voedsel voor de lepelaars. Al voor het graven van de Moksloot was er een duinbeek die naar zee stroomde.
Dit deel van het nationale park wordt begraasd door Schotse hooglanders en Exmoorpony's.

### De Bollekamer

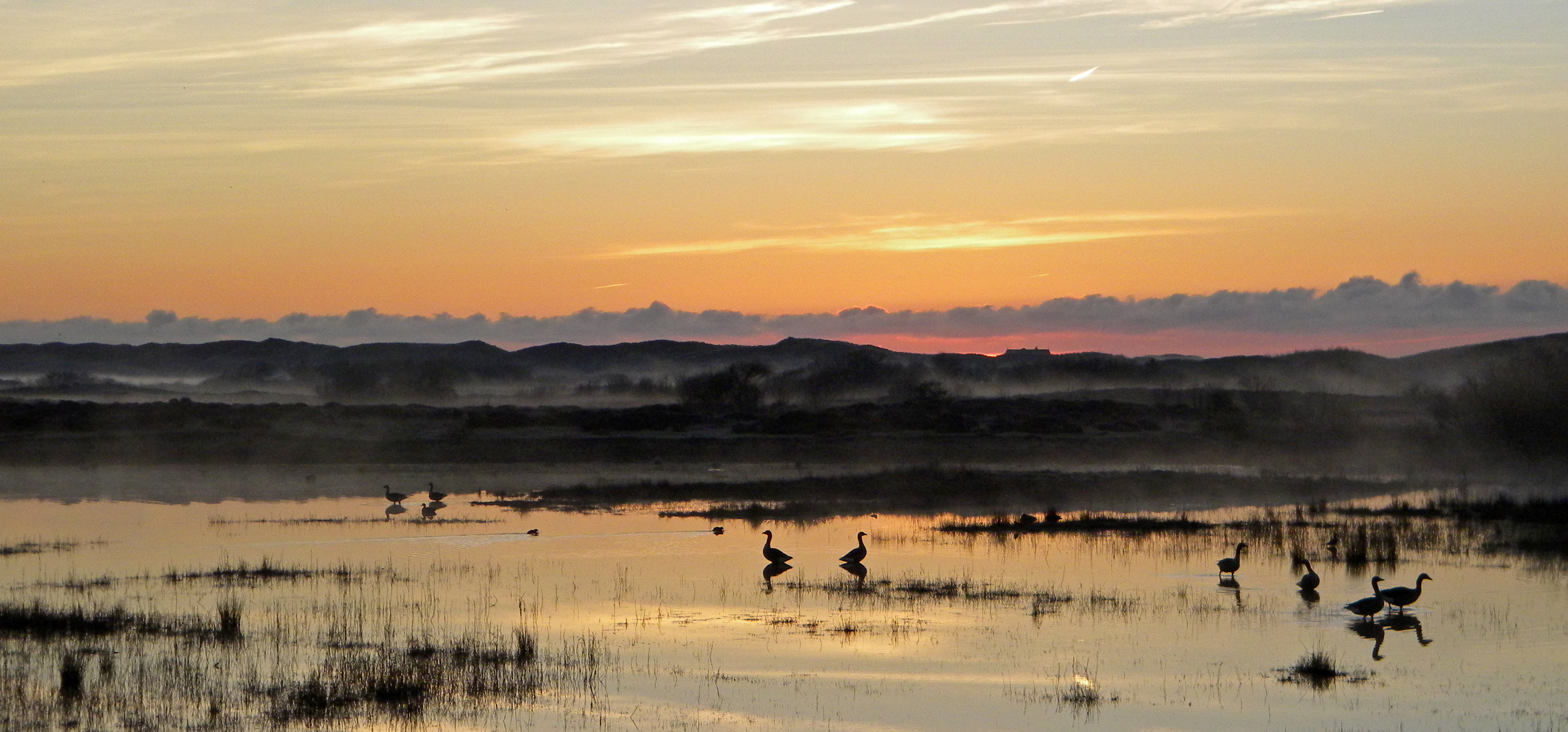
Natuurgebied De Nederlanden vlak voor zonsopkomst

De Bollekamer ligt ten noorden van de weg van Den Hoorn naar het strand (paal 9) en ten zuiden van de Jan Ayeslag (paal 12). In het oosten van dit reservaat bevindt keileem zich relatief op geringe diepte. Keileem laat geen grondwater door en dit gedeelte heeft de hoogste grondwaterstanden van het duingebied van Texel. Daar zijn ook valleien die onder invloed staan van relatief kalkrijk grondwater, waardoor er zich een vrij bijzonder gradiënt heeft ontwikkeld. Naar het westen toe zakt het keileem steeds dieper weg in de ondergrond. Het westen van het reservaat bestaat voornamelijk uit de vallei van de Moksloot. De Bollekamer wordt begraasd door Schotse Hooglanders.

### De Muy

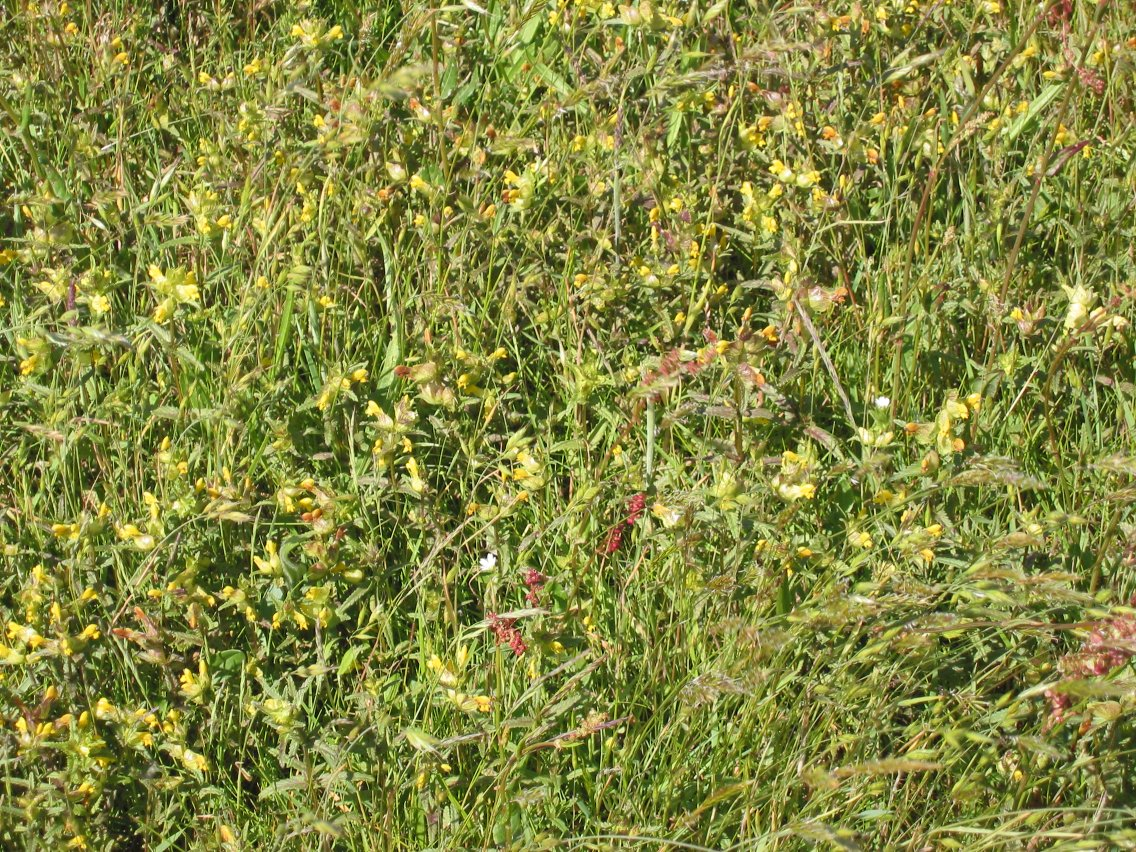
Vegetatie van De Nederlanden, eind mei

De Muy is genoemd naar het duinmeer dat ontstaan is doordat in 1851 de zee op deze plek een gat sloeg door de buitenste duinenrij. Dit is de oudste broedplaats van lepelaars op Texel. Het aantal is in de jaren negentig teruggelopen terwijl het aantal broedende Aalscholvers uitbreidde. Ook hoort bij dit terrein de duinvallei de Buitenste Muy en het weidegebied de Nederlanden. Dit weidegebied tussen de Zanddijk en het duinmeertje De Muy was ooit ontgonnen voor de landbouw. Het wordt nu extensief beheerd. Hier groeit onder meer harlekijn.

### De Slufter

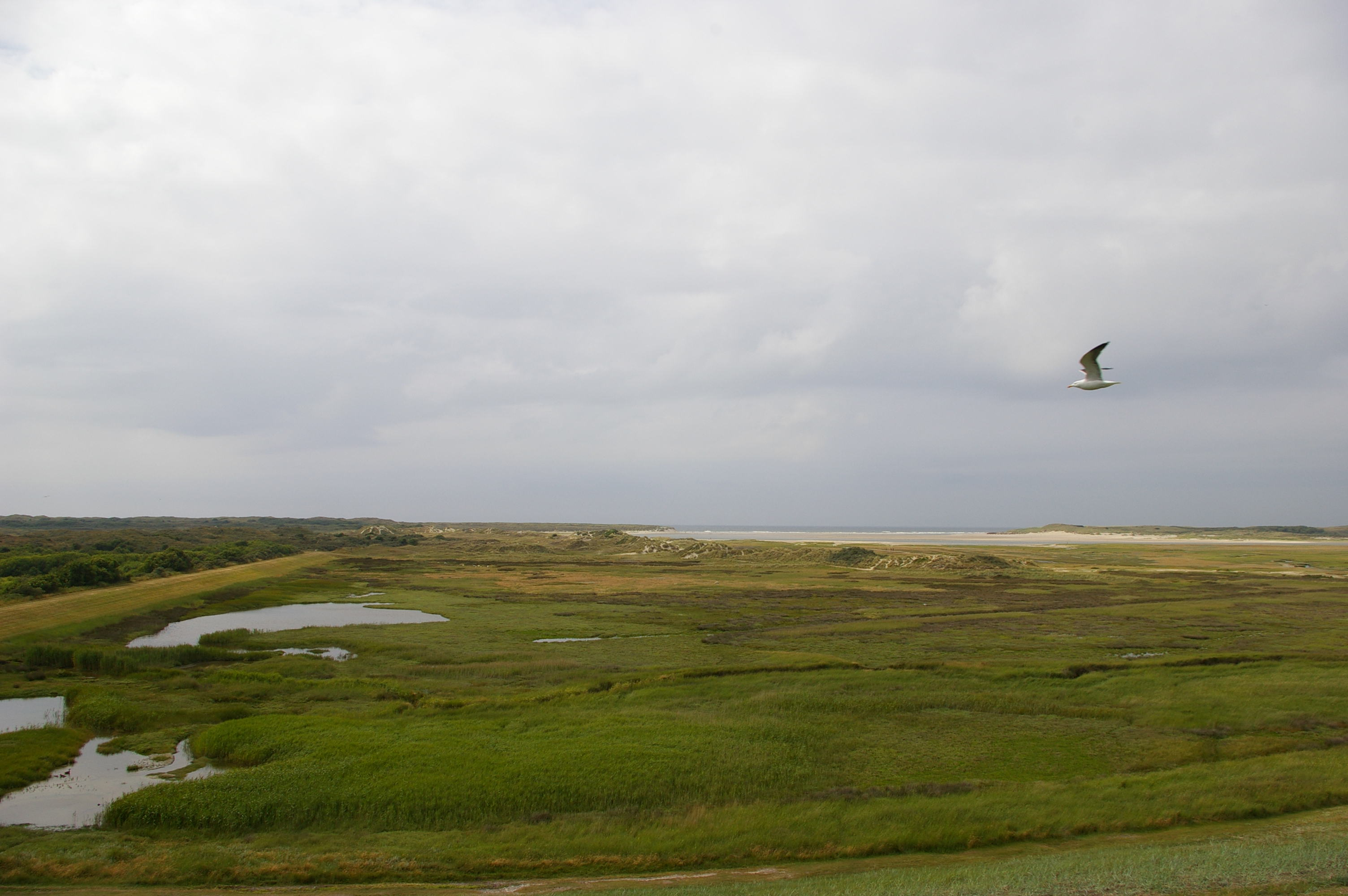
Gezicht op de Slufter

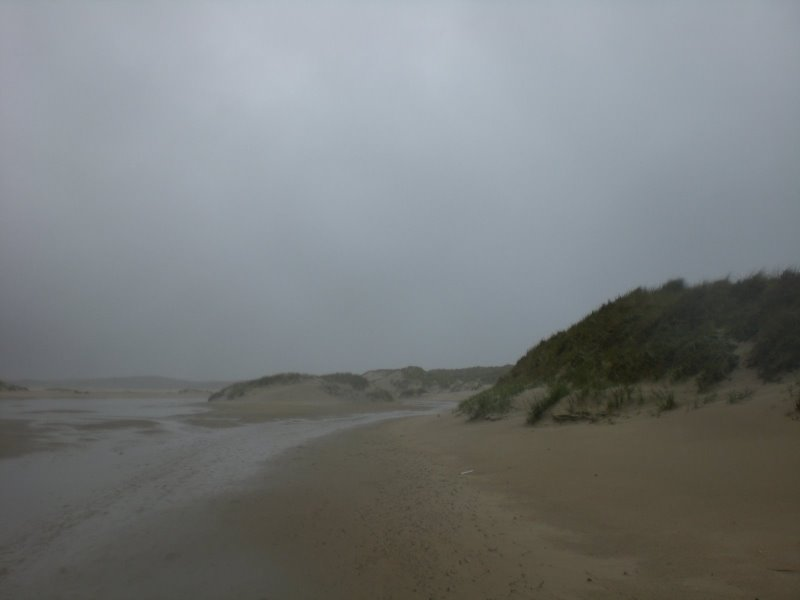
Kreek in de Slufter, oktober 2008

De kern van de Slufter bestaat uit een brede duinvallei die middels een gat in de duinen in open verbinding staat met de Noordzee. Het zeewater loopt bij opkomend water door de kreken de Slufter in en bij afgaand water via de kreken de Slufter uit. De grote Slufterkreek bij het strand, waardoor het water meestal in- en uitloopt, verplaatst zich door de jaren van het Zuiden naar het Noorden. Omdat deze kreek nu veel schade toebrengt aan de Noordelijk gelegen duinenrij werd omstreeks 20 mei 2004 begonnen met het maken van een nieuwe grote kreek aan de uiterste zuidkant van de Slufter. De oude grote kreek werd eind mei dichtgemaakt. Bij gemiddeld hoogwater staat er alleen in de kreken en de plassen water, bij extreem hoogwater staat het overgrote deel van de Slufter blank.
De begroeiing bestaat voor het overgrote deel uit zoutminnende vegetatie, die in juni overwegend paars kleurt vanwege de lamsoor en in oktober overwegend rood door de zeekraal.
In de Slufter komen veel vogelsoorten broeden, foerageren en overtijen. De eidereend broedt er, de lepelaar foerageert er en diverse steltlopers overtijen er.
Op de strandvlakte van de Slufter spoelen naast de schelpen uit de huidige zeefauna ook heel veel fossiele schelpen aan die afkomstig zijn uit het Eemien, de warme periode voor de laatste ijstijd.
Naast deze duinvallei bestaat de Slufter ook uit twee lange duinenruggen die de vallei aan de noordwestkant scheiden van de Noordzee. Dit gebied heet de Lange Dam. Tussen deze twee duinruggen in bevindt zich een zoete natte vallei met veel orchideeën.

### Fauna
Texel heeft een rijke dierenwereld; er zijn meer dan 400 verschillende soorten dieren op Texel waargenomen.

### Vogels
Veel op dit eiland waargenomen vogels zijn: rotgans, lepelaar, toendrarietgans, bergeend, smient, eider, zwarte zee-eend, scholekster, kluut, goudplevier, kievit, kanoet, bonte strandloper, rosse grutto, kokmeeuw, spreeuw, en zelfs de blauwe kiekendief.

### Zoogdieren
Het meest waargenomen zoogdier is de gewone zeehond, maar ook de grijze zeehond, de hermelijn, het konijn, de haas en zelfs de witsnuitdolfijn zijn te zien.